# 3735-ös busz
A 3735-ös jelzésű autóbuszvonal Miskolc, Alsózsolca és Ónod / Muhi között húzódó regionális vonal, amelyet a MÁV Személyszállítási Zrt. üzemeltet.

## Útvonala
A miskolci autóbusz-állomásról indul. A 3-as főúton indul el Szikszó irányába a Zsolcai kapun keresztül, a Gömöri felüljárón, a miskolci Volán-telep, illetve a város tömegközlekedését lebonyolító Miskolc Városi Közlekedési Zrt. (MVK) járműtelepjének szomszédságában közlekedik, eközben a Sajó folyót keresztezi, illetve több bevásárlóközpont mellett vezet útja. Az M30-as autópálya alatt átmegy, majd elhagyja a megyeszékhelyet.
Az első település a miskolci agglomerációban jelentős szerepet játszó Felsőzsolca, olyannyira, hogy helyi buszjárat (7-es busz) köti össze azt a belvárossal. A Sajó partján fekvő mellékúton járja be azt, majd a vele összenőtt Alsózsolcát érinti, előtte vasúti felüljárón át. A községből néhány alkalommal kitér a helyi ipari parkba, máskülönben a központon végig szolgálja ki, innen több egykori bányató mentén Sajóládra hajt be. A kiemelkedően jó tömegközlekedéssel rendelkező településről temetője felé távolodik el, az egykoron vele egyesített Sajópetri a vonal felezőpontja, a legtöbb alkalommal járat áthalad, több itt is végállomásozik.
Utána Ónodra siet, a másik jelentős célpontra. A buszok az egykori buszforduló közelében levő vásártér megállóban fejezik be útjuk, míg néhányjuk a Muhi csata színterére, Muhi községbe megy át és ott végez.

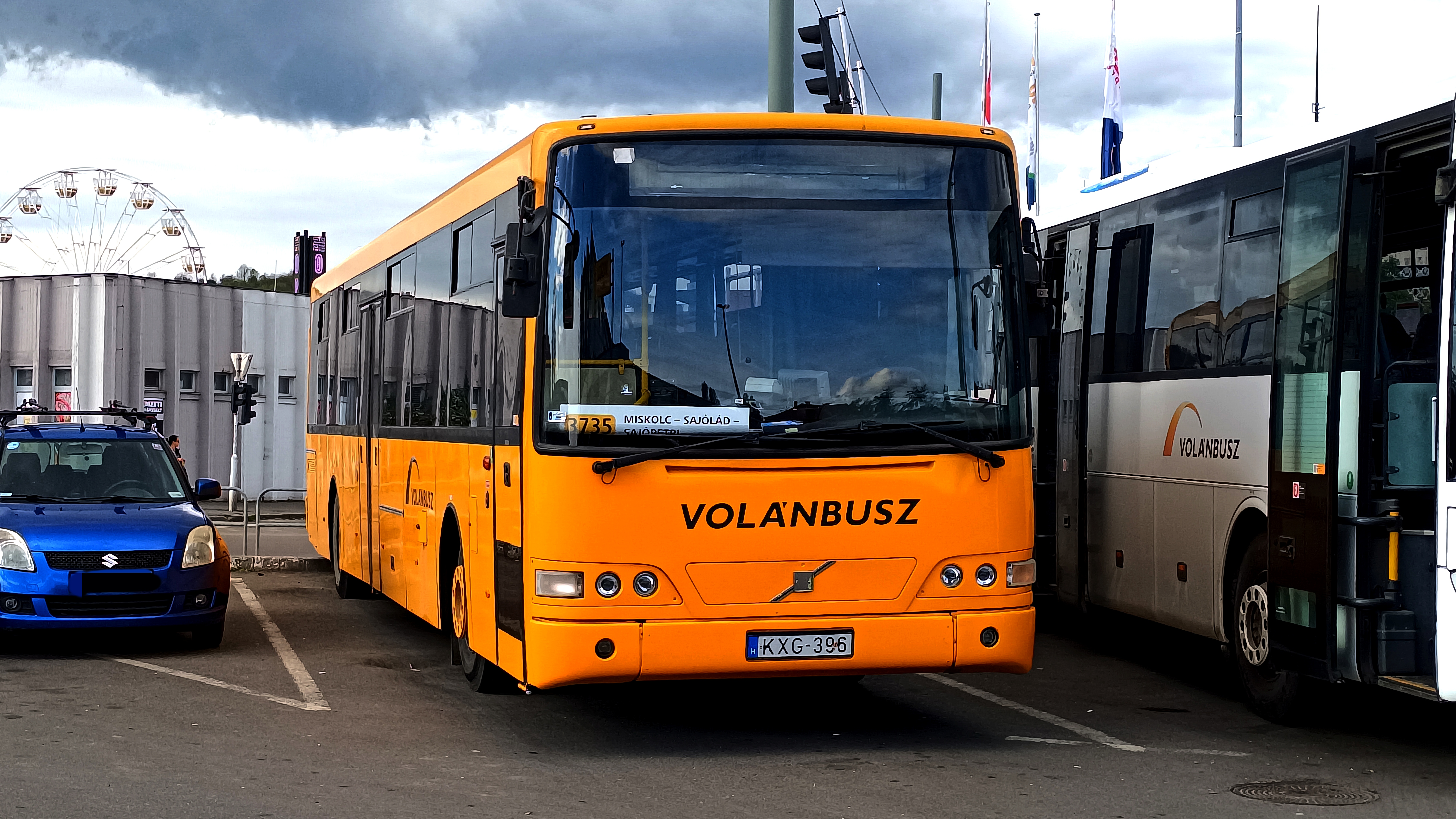
Borús az Alfa Regio

Különös módon jelennek meg a buszvonal életében a hajdani Diósgyőri Gépgyár elől induló buszok, melyek csak a városon belül közlekednek a Búza térig, a Győri kapuval párhuzmos Kiss Ernő utcán, majd Vologda városrészén keresztül, mindez a Volánbusz üzemeltetése alatt, az MVK üzemeltetése alatt nincs közvetlen kapcsolat a kettő állomás között. Legfőképpen hétvégi indítások közlekednek tovább Sajópetriig vagy Ónodig.

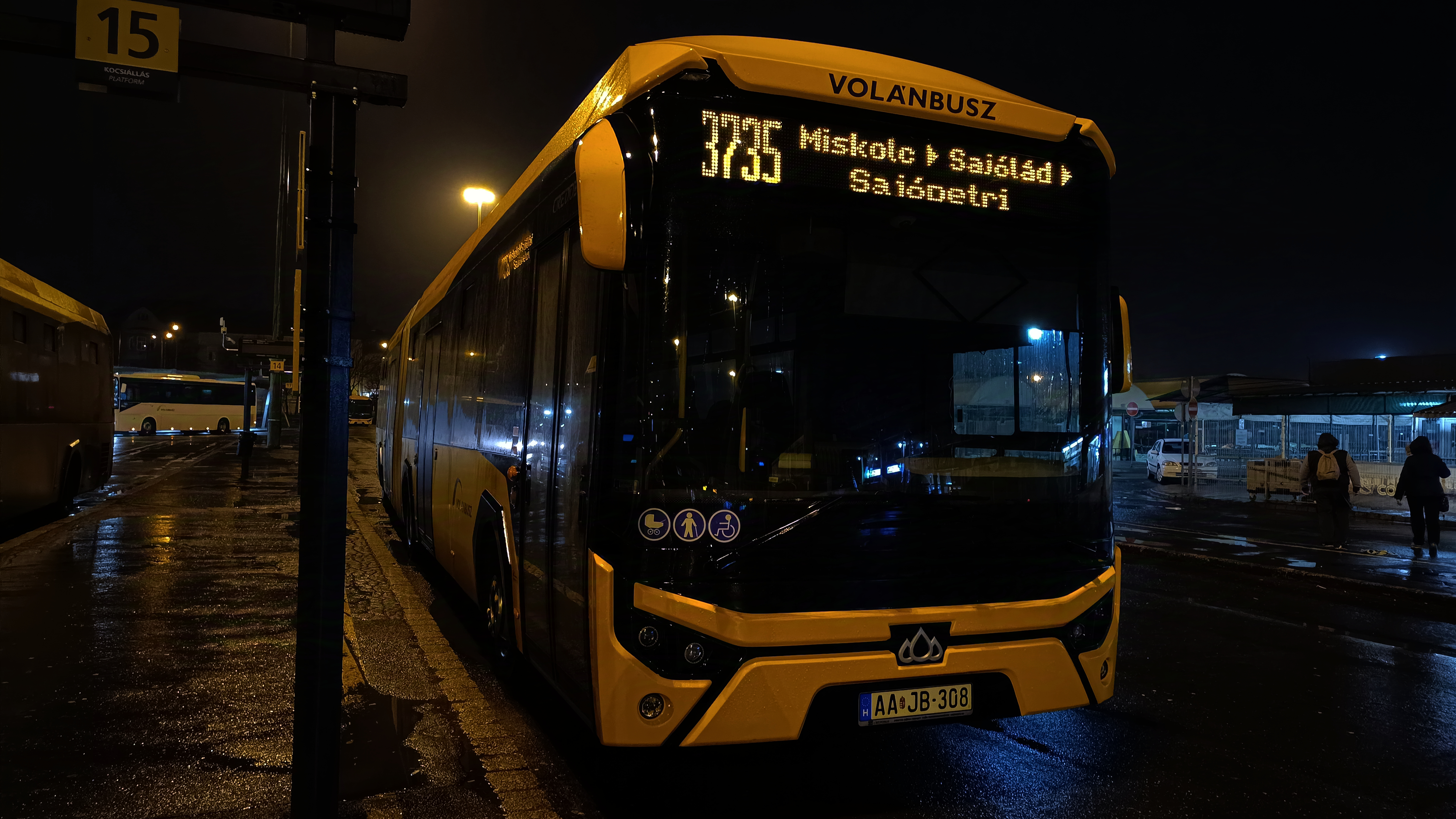
A hajnali időszakban vár indulására

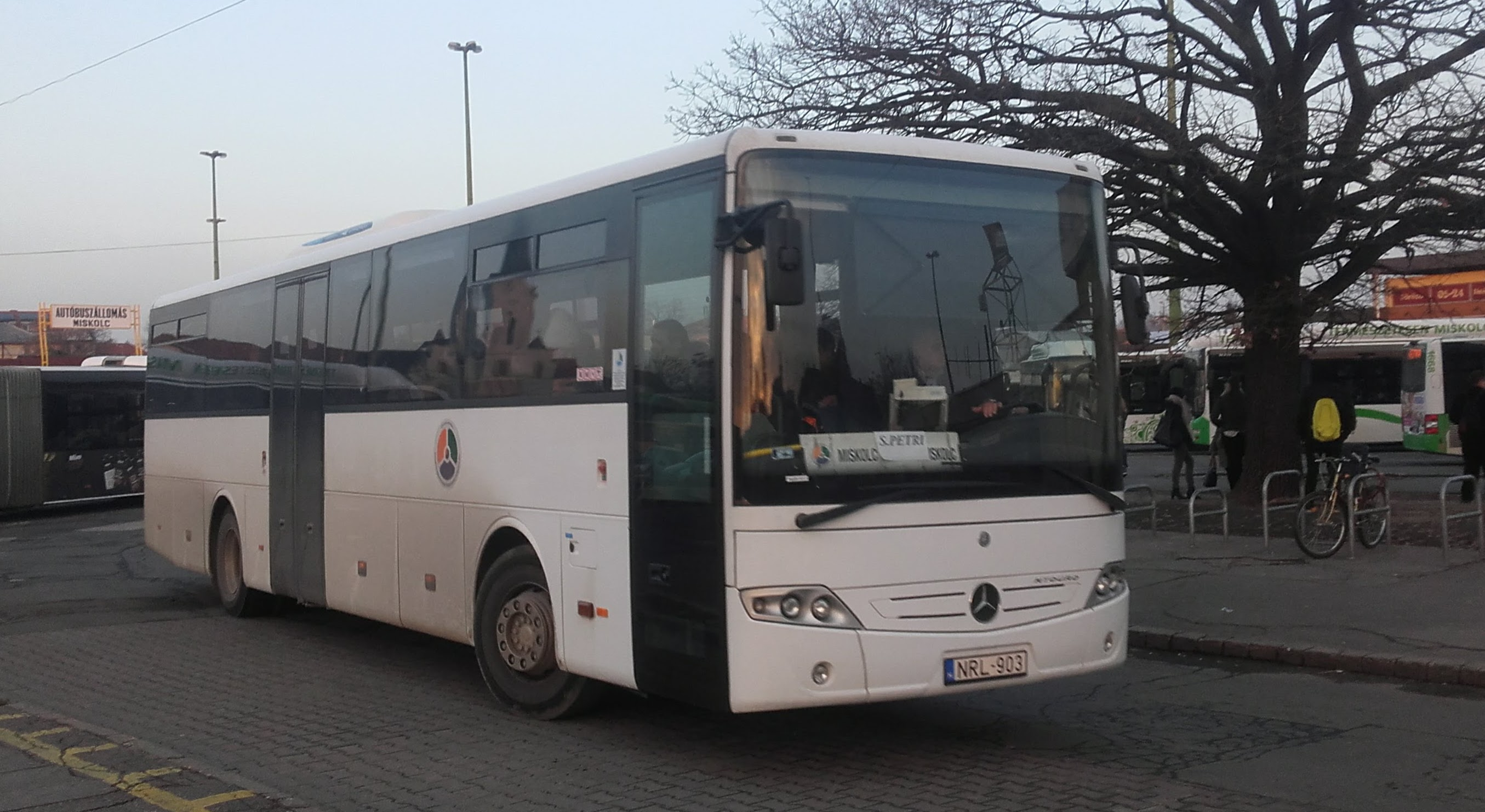
Mercedes-Benz Intouroból nincs itt hiány

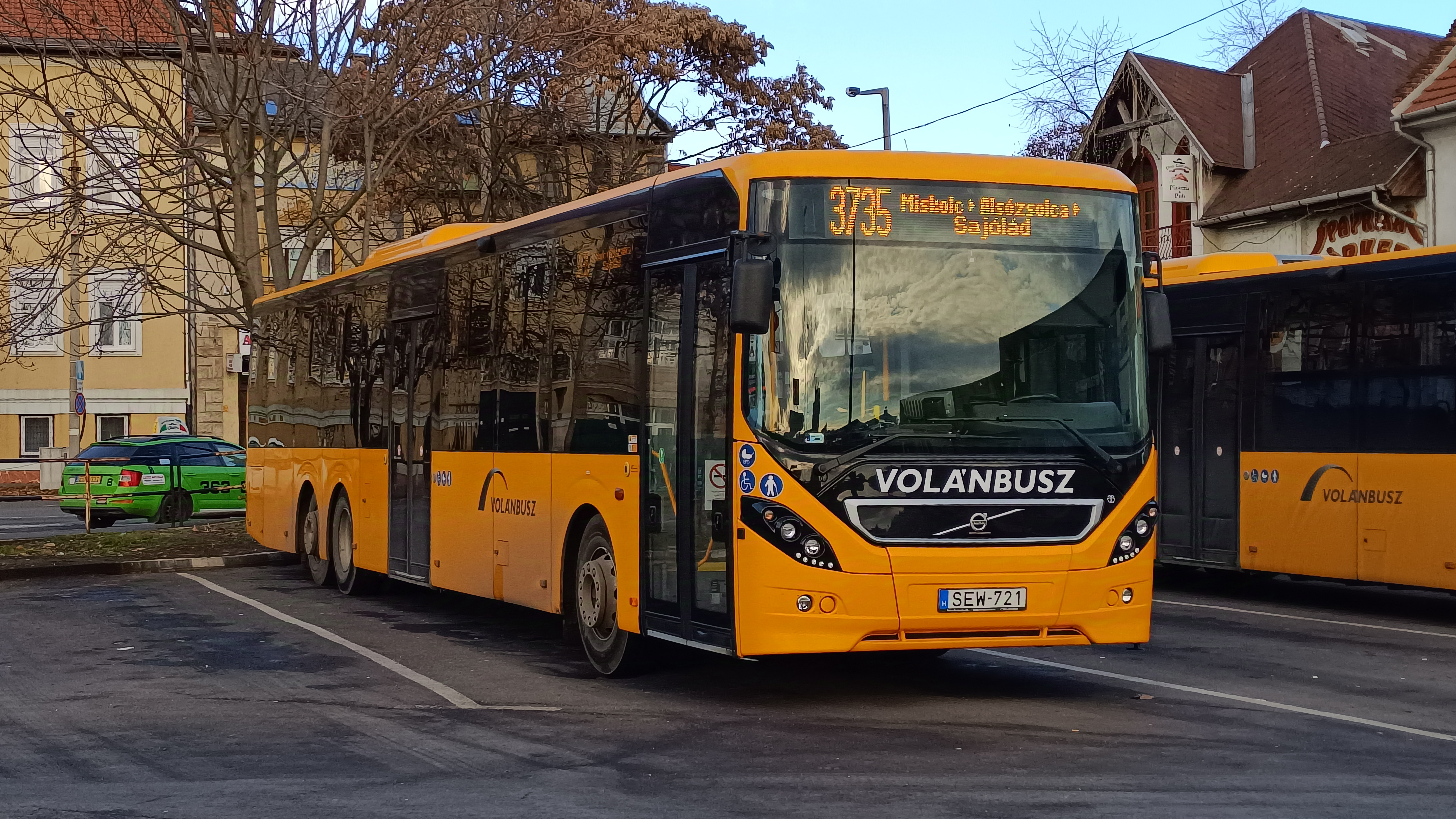
Volvo 8900-as busz is ingázik

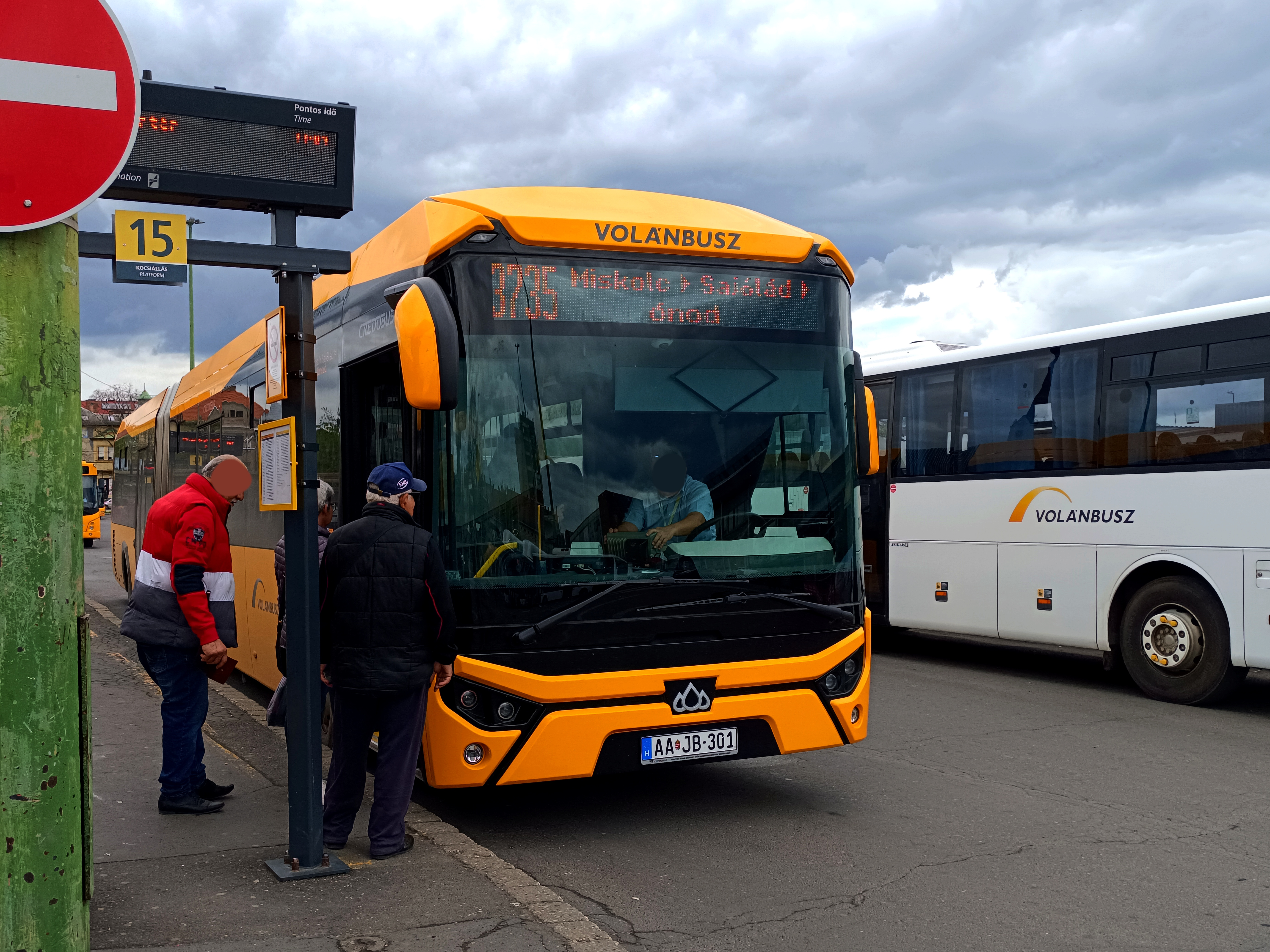
Elterjedtek a Credo Econell 18 csuklósok a vonalon

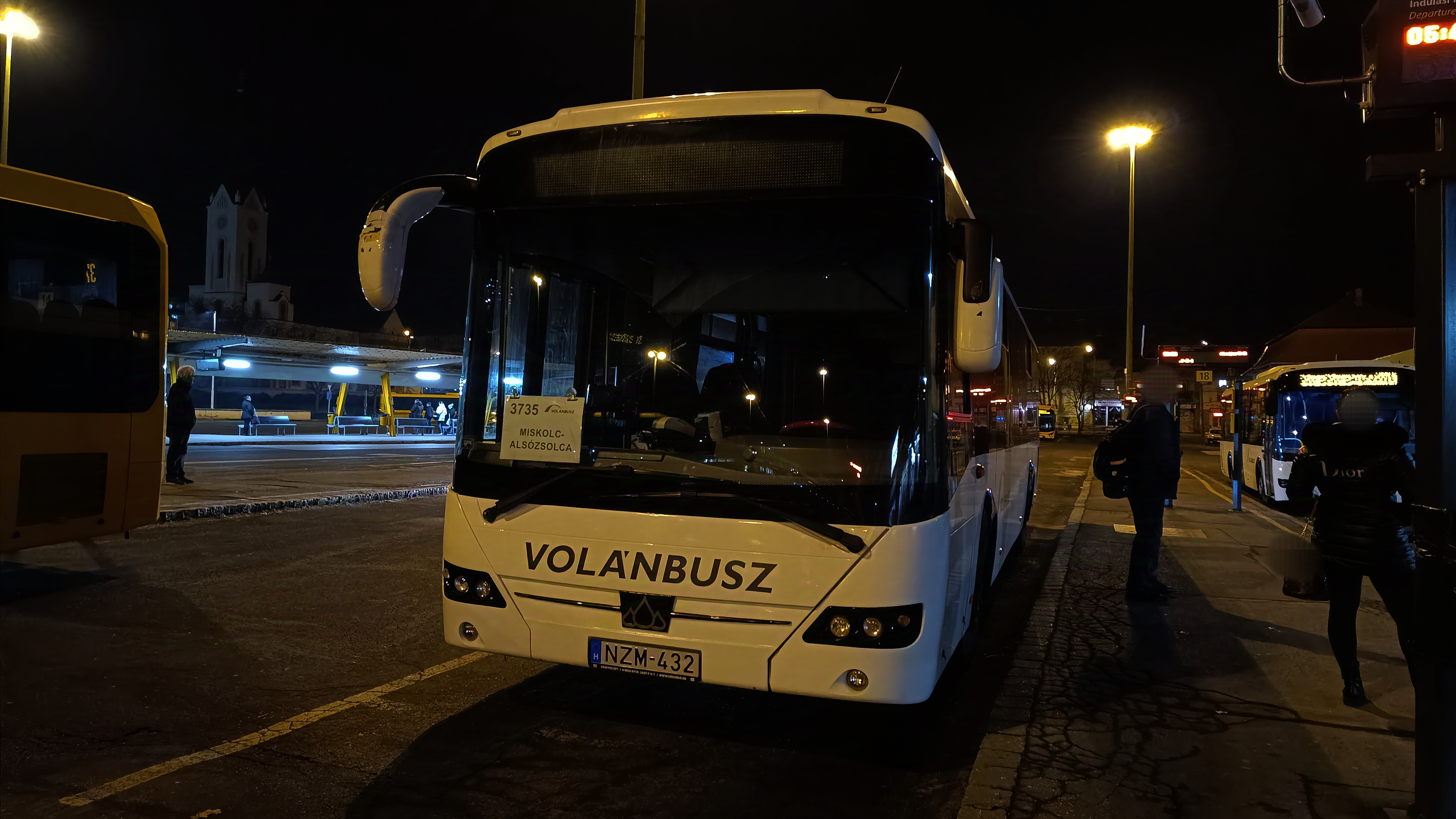
Econell se különös autóbusz

## Közlekedése
Indításai minden nap történnek, sűrű jelleggel. A településeken több buszvonal is áthalad, azoknak alapjait a 3735-ös buszok adják. Gyakoriak a csuklós járművek (Credo Econell 18 Next, Mercedes-Benz Conecto G), csúcsidőn kívül számos Mercedes-Benz Intouro és Volvo 8900-as szóló jelenik meg.

### Törzsjárművei
- az LMP-201 rendszámú Ikarus E127,
- az LMP-206 rendszámú Ikarus E127,
- az LMP-208 rendszámú Ikarus E127,
- az LSV-292 rendszámú Ikarus E134,
- az LWA-389 rendszámú Ikarus E134,
- az NRL-906 rendszámú Mercedes-Benz Intouro,
- az NRL-907 rendszámú Mercedes-Benz Intouro,
- az NRL-935 rendszámú Mercedes-Benz Intouro,
- az NTL-982 rendszámú Mercedes-Benz Intouro,
- az NZM-432 rendszámú Credo Econell 12,
- az NZM-439 rendszámú Credo Econell 12,
- az NZM-444 rendszámú Credo Econell 12,
- az SEW-721 rendszámú Volvo 8900,
- az SSM-645 rendszámú Credo Econell 12,
- az SWR-582 rendszámú Volvo 8900,
- az SWR-584 rendszámú Volvo 8900,
- az AA JB-301 rendszámú Credo Econell 18 Next,
- az AA JB-304 rendszámú Credo Econell 18 Next,
- az AA JB-308 rendszámú Credo Econell 18 Next,
- az AA JB-309 rendszámú Credo Econell 18 Next,
- az AA JB-311 rendszámú Credo Econell 18 Next,
- az AA JB-312 rendszámú Credo Econell 18 Next,
- az AA JB-313 rendszámú Credo Econell 18 Next,
- az AA JB-316 rendszámú Credo Econell 18 Next,
- az AA JB-317 rendszámú Credo Econell 18 Next,
- az AA JB-318 rendszámú Credo Econell 18 Next,
- az AA JB-323 rendszámú Credo Econell 18 Next,
- az AA LC-814 rendszámú Volvo 8900 autóbuszok.

| Viszonylat                                    | Indításszám       | Közlekedési rend                                            |
| --------------------------------------------- | ----------------- | ----------------------------------------------------------- |
| Miskolc, DIGÉP főkapu – Miskolc, aut. áll.    | 3 oda, 2 vissza   | munkanapokon                                                |
| Miskolc, DIGÉP főkapu – Sajópetri, aut. ford. | 1 oda             | munkanapokon                                                |
| Miskolc, DIGÉP főkapu – Sajópetri, aut. ford. | 3 oda             | szabadnapokon                                               |
| Miskolc, DIGÉP főkapu – Sajópetri, aut. ford. | 3 oda, 2 vissza   | munkaszüneti napokon                                        |
| Miskolc, aut. áll. – Alsózsolca, aut. ford.   | 4 oda, 3 vissza   | tanítási napokon                                            |
| Miskolc, aut. áll. – Alsózsolca, aut. ford.   | 1 pár             | tanszünetben munkanapokon                                   |
| Miskolc, aut. áll. – Alsózsolca, aut. ford.   | 1 pár             | szabadnapokon                                               |
| Miskolc, aut. áll. – Alsózsolca, aut. ford.   | 2 oda, 1 vissza   | munkaszüneti napokon                                        |
| Miskolc, aut. áll. – Sajólád, temető          | 1 oda, 3 vissza   | tanítási napokon                                            |
| Miskolc, aut. áll. – Sajólád, temető          | 1 oda             | szabadnapokon                                               |
| Miskolc, aut. áll. – Sajólád, temető          | 1 oda             | munkaszüneti napokon                                        |
| Miskolc, aut. áll. – Sajópetri, aut. ford.    | 11 pár            | tanítási napokon                                            |
| Miskolc, aut. áll. – Sajópetri, aut. ford.    | 9 pár             | tanszünetben munkanapokon                                   |
| Miskolc, aut. áll. – Sajópetri, aut. ford.    | 4 oda, 8 vissza   | szabadnapokon                                               |
| Miskolc, aut. áll. – Sajópetri, aut. ford.    | 4 oda, 3 vissza   | munkaszüneti napokon                                        |
| Miskolc, aut. áll. – Ónod, vásártér           | 14 oda, 16 vissza | munkanapokon, kiv. minden hónap első csütörtöki munkanapján |
| Miskolc, aut. áll. – Ónod, vásártér           | 15 oda, 17 vissza | minden hónap első csütörtöki munkanapján                    |
| Miskolc, aut. áll. – Ónod, vásártér           | 7 oda, 5 vissza   | szabadnapokon                                               |
| Miskolc, aut. áll. – Ónod, vásártér           | 4 oda, 5 vissza   | munkaszüneti napokon                                        |
| Miskolc, aut. áll. – Muhi, aut. vt.           | 2 oda, 1 vissza   | szabadnapokon                                               |
| Miskolc, aut. áll. – Muhi, aut. vt.           | 2 oda, 1 vissza   | munkaszüneti napokon                                        |
| Sajópetri, aut. ford. ➝ Ónod, vásártér        | 1 oda             | munkanapokon                                                |
| Sajópetri, aut. ford. ➝ Ónod, vásártér        | 2 oda             | munkaszüneti napokon                                        |
| Ónod, vásártér ➝ Miskolc, DIGÉP főkapu        | 1 oda             | munkanapokon                                                |
| Ónod, vásártér ➝ Miskolc, DIGÉP főkapu        | 3 oda             | szabadnapokon                                               |
| Ónod, vásártér ➝ Miskolc, DIGÉP főkapu        | 1 oda             | munkaszüneti napokon                                        |
| Ónod, vásártér ➝ Sajólád, temető              | 1 oda             | tanszünetben munkanapokon                                   |

## Megállóhelyei
| 0                                                                                     | Miskolc, DIGÉP főkapu végállomás                                   | 0.0 km  | 9, 16, 39 3756 |
| 1                                                                                     | Miskolc, Lónyay Menyhért utca 3. (↓) Miskolc, Gózon Lajos utca (↑) | 0.6 km  | 9, 16, 19, 21, 29, 39, 53, 68, 101B 3701, 3755, 3756 2 |
| 2                                                                                     | Miskolc, Chinoin                                                   | 2.1 km  | 21, 21G 3701 |
| 3                                                                                     | Miskolc, Gábor Áron utca                                           | 2.6 km  | 21, 21G 3701 |
| 4                                                                                     | Miskolc, Dózsa György utca                                         | 5.3 km  | 1, 1G, 34, 34G, 54, 101B, 901 1053, 1383 3701, 3755 |
| 5                                                                                     | Miskolc, autóbusz-állomás végállomás                               | 6.5 km  | 1, 1G, 3, 3A, 4, 7, 11, 12G, 20, 20A, 24, 28, 32, 34G, 35, 43, 44, 45, 101B, 900, 914, 935 1050, 1053, 1369, 1370, 1372, 1373, 1374, 1375, 1376, 1377, 1380, 1381, 1383, 1384, 1410, 1411 3700, 3701, 3702, 3703, 3704, 3705, 3706, 3707, 3708, 3709, 3710, 3711, 3712, 3714, 3715, 3716, 3717, 3718, 3719, 3720, 3721, 3722, 3723, 3724, 3726, 3727, 3728, 3729, 3730, 3731, 3733, 3734, 3736, 3737, 3738, 3739, 3740, 3741, 3742, 3743, 3744, 3745, 3746, 3747, 3748, 3749, 3750, 3751, 3752, 3753, 3754, 3755, 3757, 3760, 3761, 3764, 3765, 3766, 3767, 3770, 3772, 3773, 3774, 3775, 3776, 3777, 4019 |
| 6                                                                                     | Miskolc, Baross Gábor utca                                         | 8.0 km  | 7, 8 3706, 3710, 3712, 3715, 3716, 3717, 3718, 3719, 3720, 3721, 3722, 3723, 3724, 3726, 3727, 3728, 3729, 3730, 3731, 3733, 3734, 3736, 3737 |
| 7                                                                                     | Miskolc, Szondi György utca                                        | 8.5 km  | 1, 1G, 3A, 7, 8, 12G, 14G, 20, 21, 21G, 30, 31, 32, 34G, 35, 35G, 101B, 900, 901, 935, Auchan 1 3706, 3710, 3712, 3715, 3716, 3717, 3718, 3719, 3720, 3721, 3722, 3723, 3724, 3726, 3727, 3728, 3729, 3730, 3731, 3733, 3734, 3736, 3737 |
| 8                                                                                     | Miskolc, Fonoda utca                                               | 8.9 km  | 7 3706, 3710, 3712, 3715, 3716, 3717, 3718, 3719, 3720, 3721, 3722, 3723, 3724, 3726, 3727, 3728, 3729, 3730, 3731, 3733, 3734, 3736, 3737 |
| 9                                                                                     | Miskolc, Metro áruház                                              | 9.9 km  | 7 3706, 3710, 3712, 3715, 3716, 3717, 3718, 3719, 3720, 3721, 3722, 3723, 3724, 3726, 3727, 3728, 3729, 3730, 3731, 3733, 3734, 3736, 3737 |
| 10                                                                                    | Miskolc, Auchan áruház                                             | 10.3 km | 7, Auchan 1 3706, 3710, 3712, 3715, 3716, 3717, 3718, 3719, 3720, 3721, 3722, 3723, 3724, 3726, 3727, 3728, 3729, 3730, 3731, 3733, 3734, 3736, 3737 |
| 11                                                                                    | Felsőzsolca, Szent István utca                                     | 11.4 km | 3706, 3724, 3726, 3733, 3734, 3736, 3737 |
| 12                                                                                    | Felsőzsolca, városháza                                             | 12.2 km | 3733, 3734, 3736, 3737 |
| 13                                                                                    | Felsőzsolca, Rózsa utca                                            | 13.0 km | 3733, 3734, 3736, 3737 |
| 14                                                                                    | Felsőzsolca, Mezőgép                                               | 14.1 km | 3733, 3734, 3736, 3737 |
| 15                                                                                    | Felsőzsolca vasútállomás, bejárati út                              | 14.9 km | 3733, 3734, 3736, 3737 |
| Tanítási napokon 4; tanszünetben munkanapokon 3 alkalommal érintett.                  |                                                                    |         | |
| ∫                                                                                     | Alsózsolca, Kassai utca                                            | ∫       | 3733, 3734, 3736, 3737 |
| ∫                                                                                     | Alsózsolca, Gyár út                                                | ∫       | 3737 |
| ∫                                                                                     | Alsózsolca, Kassai utca                                            | ∫       | 3733, 3734, 3736, 3737 |
| 16                                                                                    | Alsózsolca, Kossuth út                                             | 15.3 km | 3733, 3734, 3736, 3737 |
| 17                                                                                    | Alsózsolca, községháza                                             | 16.0 km | 3733, 3734, 3737 |
| 18                                                                                    | Alsózsolca, sportpálya                                             | 16.6 km | 3733, 3734, 3737 |
| 19                                                                                    | Alsózsolca, Arany János utca                                       | 17.1 km | 3733, 3734, 3736, 3737 |
| 20                                                                                    | Alsózsolca, autóbusz-forduló vonalközi végállomás                  | 17.6 km | 3733, 3734, 3736, 3737 |
| 21                                                                                    | Betonelőregyártó üzem bejárati út                                  | 18.6 km | 3733, 3734, 3736, 3737 |
| 22                                                                                    | Sajólád, Dózsa György utca 6.                                      | 19.3 km | 3733, 3734, 3736, 3737 |
| 23                                                                                    | Sajólád, iskola                                                    | 19.8 km | 3733, 3734, 3736, 3737, 3752, 3971 |
| 24                                                                                    | Sajólád, temető vonalközi végállomás                               | 20.6 km | 3734, 3736, 3737, 3752, 3971 |
| Munkanapokon 6/8; szabadnapokon 1; munkaszüneti napokon 6 alkalommal nem érintett.    |                                                                    |         | |
| 25                                                                                    | Sajópetri, Dózsa György utca 8.                                    | 21.4 km | 3736, 3737, 3752, 3971 |
| Munkanapokon 11/13; szabadnapokon 9; munkaszüneti napokon 11 alkalommal nem érintett. |                                                                    |         | |
| 26                                                                                    | Sajópetri, községháza                                              | 22.1 km | 3736, 3737, 3738, 3752, 3971 |
| 27                                                                                    | Sajópetri, autóbusz-forduló vonalközi végállomás                   | 22.9 km | 3736, 3737, 3738, 3752, 3971 |
| 28                                                                                    | Sajópetri, községháza                                              | 23.7 km | 3736, 3737, 3738, 3752, 3971 |
| 29                                                                                    | Sajópetri, Dózsa György utca 8.                                    | 24.4 km | 3736, 3737, 3752, 3971 |
| 30                                                                                    | Ónod, híd                                                          | 27.4 km | 3734, 3736, 3737, 3752, 3971 |
| 31                                                                                    | Ónod, autóbusz-váróterem                                           | 28.4 km | 3734, 3737, 3739, 3744, 3752, 3971 |
| 32                                                                                    | Ónod, vásártér vonalközi végállomás                                | 29.1 km | 3734, 3737, 3739, 3744, 3752, 3971 |
| 33                                                                                    | Muhi, autóbusz-váróterem végállomás                                | 31.4 km | 3734, 3737, 3739, 3744, 3752, 3971 |